# Mistrzostwa Europy U-21 w Piłce Nożnej 2011 (eliminacje)/Grupa 3
W grupie 3 eliminacji do ME U-21 w piłce nożnej 2011 udział biorą następujące zespoły:
- Włochy
- Walia
- Węgry
- Bośnia i Hercegowina
- Luksemburg

## Tabela
| Reprezentacja        | M | W | R | P | Br+ | Br- | +/- | Pkt. |
| -------------------- | - | - | - | - | --- | --- | --- | ---- |
| Walia                | 7 | 5 | 1 | 1 | 15  | 5   | +10 | 16   |
| Włochy               | 7 | 4 | 1 | 2 | 11  | 5   | +6  | 13   |
| Węgry                | 7 | 4 | 0 | 3 | 9   | 7   | +2  | 12   |
| Bośnia i Hercegowina | 7 | 2 | 1 | 3 | 4   | 8   | –4  | 7    |
| Luksemburg           | 8 | 1 | 1 | 6 | 2   | 16  | –14 | 4    |

|                      | Bośnia i Hercegowina | Węgry | Włochy | Luksemburg | Walia |
| -------------------- | -------------------- | ----- | ------ | ---------- | ----- |
| Bośnia i Hercegowina | –                    |       |        |            |       |
| Węgry                |                      | –     |        |            |       |
| Włochy               |                      |       | –      |            |       |
| Luksemburg           |                      |       |        | –          |       |
| Walia                |                      |       |        |            | –     |

Uwagi:
- Bośnia i Hercegowina oraz Luksemburg nie mają szans na awans do fazy play-off.

## Mecze
| 27 marca 2009 19:30 CEST | Luksemburg | 0:0 | Walia | Stade Am Deich, Ettelbruck Sędzia: Ante Vučemilović-Šimunović Jr. |
|                          |            |     |       |                                                                   |

| 31 marca 2009 20:30 CEST | Walia · Eardley 10' (k.) · Brown 11' · King 23' · Church 41' · Wilson 79' | 5:1 | Luksemburg · 57' Polidori | Parc y Scarlets, Llanelli Sędzia: Marco Borg |
|                          |                                                                           |     |                           |                                              |

| 6 czerwca 2009 20:15 CEST | Węgry · Présinger 14' · Koman 36' · Korcsmár 23' | 3:0 | Luksemburg | ETO Park, Győr Sędzia: Artyom Kutchin |
|                           |                                                  |     |            |                                       |

| 10 czerwca 2009 19:30 CEST | Luksemburg | 0:1 | Węgry · 22' Filkor | Stade Jos Nosbaum, Dudelange Sędzia: Igor Satchi |
|                            |            |     |                    |                                                  |

| 12 sierpnia 2009 19:30 CEST | Walia · MacDonald 16' · Evans 36', 42' · King 90' | 4:1 | Węgry · 19' Korcsmár | Racecourse Ground, Wrexham Sędzia: Christos Elia |
|                             |                                                   |     |                      |                                                  |

| 4 września 2009 17:00 CEST | Bośnia i Hercegowina | 0:1 | Luksemburg · 76' Twimumu | Stadion Koševo, Sarajewo Sędzia: Angel Angelov |
|                            |                      |     |                          |                                                |

| 12 sierpnia 2009 19:30 CEST | Walia · MacDonald 16' · Evans 36', 42' · King 90' | 4:1 | Węgry · 19' Korcsmár | Racecourse Ground, Wrexham Sędzia: Christos Elia |
|                             |                                                   |     |                      |                                                  |

| 4 września 2009 17:00 CEST | Bośnia i Hercegowina | 0:1 | Luksemburg · 76' Twimumu | Stadion Koševo, Sarajewo Sędzia: Angel Angelov |
|                            |                      |     |                          |                                                |

| 4 września 2009 20:45 CEST | Walia · Ribeiro 9' · Ramsey 68' | 2:1 | Włochy · 23' Paloschi | Liberty Stadium, Swansea Sędzia: Maksim Layushkin |
|                            |                                 |     |                       |                                                   |

| 8 września 2009 21:00 CEST | Włochy · Poli 45+1' · Balotelli 90+3' | 2:0 | Luksemburg | Stadio Silvio Piola, Novara Sędzia: Albano Janku |
|                            |                                       |     |            |                                                  |

| 10 października 2009 13:45 CEST | Walia · Evans 56', 90+2' | 2:0 | Bośnia i Hercegowina | Racecourse Ground, Wrexham Sędzia: Radek Matejek |
|                                 |                          |     |                      |                                                  |

| 13 października 2009 21:00 CEST | Włochy · Marilungo 9' | 1:1 | Bośnia i Hercegowina · 31' Čorić | Stadio Danilo Martelli, Mantua Sędzia: Duarte Nuno Pereira Gomes |
|                                 |                       |     |                                  |                                                                  |

| 13 listopada 2009 16:00 CEST | Węgry · Németh 15' · Koman 88' | 2:0 | Włochy | ETO Park, Győr Sędzia: Mark Clattenburg |
|                              |                                |     |        |                                         |

| 17 listopada 2009 18:00 CEST | Luksemburg | 0:4 | Włochy · 38', 77' Barillà · 68' Soriano · 83' Marilungo | Stade Josy Barthel, Luksemburg Sędzia: Thomas Vejlgaard |
|                              |            |     |                                                         |                                                         |

| 18 listopada 2009 16:00 CEST | Bośnia i Hercegowina · Haurdić 29', 66' | 2:1 | Walia · 5' Allen | Stadion Grbavica, Sarajewo Sędzia: Petteri Kari |
|                              |                                         |     |                  |                                                 |

| 2 marca 2010 19:00 CEST | Luksemburg | 0:1 | Bośnia i Hercegowina · 73' (k.) Čorić | Stade Alphonse Theis, Hesperange Sędzia: Vadims Direktorenko |
|                         |            |     |                                       |                                                              |

| 3 marca 2009 18:00 CEST | Włochy · Okaka 25' · Marrone 81' | 2:0 | Węgry | Stadio Centro d’Italia, Rieti Sędzia: Clément Turpin |
|                         |                                  |     |       |                                                      |

| 11 sierpnia 2010 17:00 CEST | Bośnia i Hercegowina | 0:2 | Węgry · 79' Németh · 82' Gosztonyi | Bilino Polje, Zenica Sędzia: Peter Sippel |
|                             |                      |     |                                    |                                           |

| 3 września 2010 | Bośnia i Hercegowina | 0:1 | Włochy · Soriano 76' | Stadion Grbavica, Sarajewo Sędzia: Alan Black |
|                 |                      |     |                      |                                               |

| 4 września 2010 17:30 CEST | Węgry | 0:1 | Walia · Robson-Kanu 68' | Stadion Sóstói, Székesfehérvár Sędzia: Carlos Xistra |
|                            |       |     |                         |                                                      |

| 7 września 2010 17:00 CEST | Włochy | – | Walia | Stadio Adriatico, Pescara Sędzia: TBD |
|                            |        |   |       |                                       |

| 7 września 2010 17:00 CEST | Węgry | – | Bośnia i Hercegowina | Albert Flórián Stadion, Budapeszt Sędzia: TBD |
|                            |       |   |                      |                                               |

## Strzelcy
Rozegrano 18 meczów, w których strzelono 41 goli, średnio 2,28 na mecz (stan na 5 września).
| Lp. | Piłkarz          | Kraj                 | Gole |
| --- | ---------------- | -------------------- | ---- |
| 1   | Ched Evans       | Walia                | 4    |
| 2   | Josip Čorić      | Bośnia i Hercegowina | 2    |
| 2   | Anes Haurdić     | Bośnia i Hercegowina | 2    |
| 2   | András Gosztonyi | Węgry                | 2    |
| 2   | Vladimir Koman   | Węgry                | 2    |
| 2   | Zsolt Korcsmár   | Węgry                | 2    |
| 2   | Antonino Barillà | Włochy               | 2    |
| 2   | Guido Marilungo  | Włochy               | 2    |
| 2   | Roberto Soriano  | Włochy               | 2    |
| 2   | Andy King        | Walia                | 2    |